# Ĝ

Ĝ, 소문자로 ĝ는 로마자 G에 곡절 부호를 올린 글자이다. 에스페란토의 닿소리 중 하나로, 유성 후치경 파찰음 (치경구개음 또는 권설음)을 나타내며 발음은 유성 후치경 파찰음 /dʒ/에서 유성 권설 파찰음 /dʐ/에 해당한다.
에스페란토는 로마자와 독일어에서 쓰는 문자를 기본으로 하지만 닿소리가 나는 문자 네 개에 문자 구별 기호를 붙여두고 있는데 슬라브어의 로마자 표기와 마찬가지이다. 'Ĝ'는 글자 g에서 기원한 것이다. 원래는 영어와 이탈리아어에서 g와 모음 i, e (영어에선 일부 예외 존재)가 붙여지면 나는 소리인데, 이들 언어에서 따온 단어들의 모습을 슬라브어의 글자 'đ'보다 더욱 간직할 수 있도록 한 것이다 (예: ĝenerala →영어 'general').
Ĝ는 에스페란토 문자의 아홉번째 글자이다. 옛날부터 X체계나 H체계의 도입으로 각각 gx와 gh로 표기하기도 했지만 현재는 G에 곡절 부호를 올린 ĝ로 쓰는 것이 보통이다.

## 나머지 언어별 쓰임새
- 하이다어: 캐나다 밴쿠버에서 쓰이는 원주민 고립어인 하이다어에서는 유성 인두 마찰음 (/ʕ/)을 표기할 때 가끔 쓰인다.
- 알류트어: 에스키모-알류트 어군에 속하는 알류트어에서는 유성 구개수 마찰음 (/ʁ/)을 표기할 때 쓰인다. 무성 구개음 마찰음은 글자 x̂로 표기한다.
- 네덜란드어: 일부 회화집이나 사전에서 발음 참고용으로 쓰는 글자이다. 파열음 /ɡ/를 나타낼 때 사용되는데 그냥 'g'는 마찰음 /ɣ/로 발음되기 때문이다.

한편 수메르어의 발음을 표기할 때 ĝ가 쓰이는 경우도 있다. 이때는 연구개 비음인 /ŋ/을 나타낸다.

## 같이 보기
- Ĉ
- Ĥ
- Ĵ
- Ŝ
- Ŭ
- 에스페란토 문자